# Phelliactis incerta
Phelliactis incerta is een zeeanemonensoort uit de familie Hormathiidae.
Phelliactis incerta is voor het eerst wetenschappelijk beschreven door Carlgren in 1934.